# Ігуїтімаль
Ігуїтімаль (науатль Īhuītīmal) — тольтецький володар у 887—925 роках, син Мітла, брат Мішкоатля.
Після загибелі Мішкоатля (можливо від рук вбивць, надісланих самим Ігуітімалем) об'єднав під своєю владою усіх тольтеків. У 925 році зазнав поразки у війні з Топільцином і був вбитий.